# اچ‌ام‌ای‌اس شولواتر (ام ۸۱)

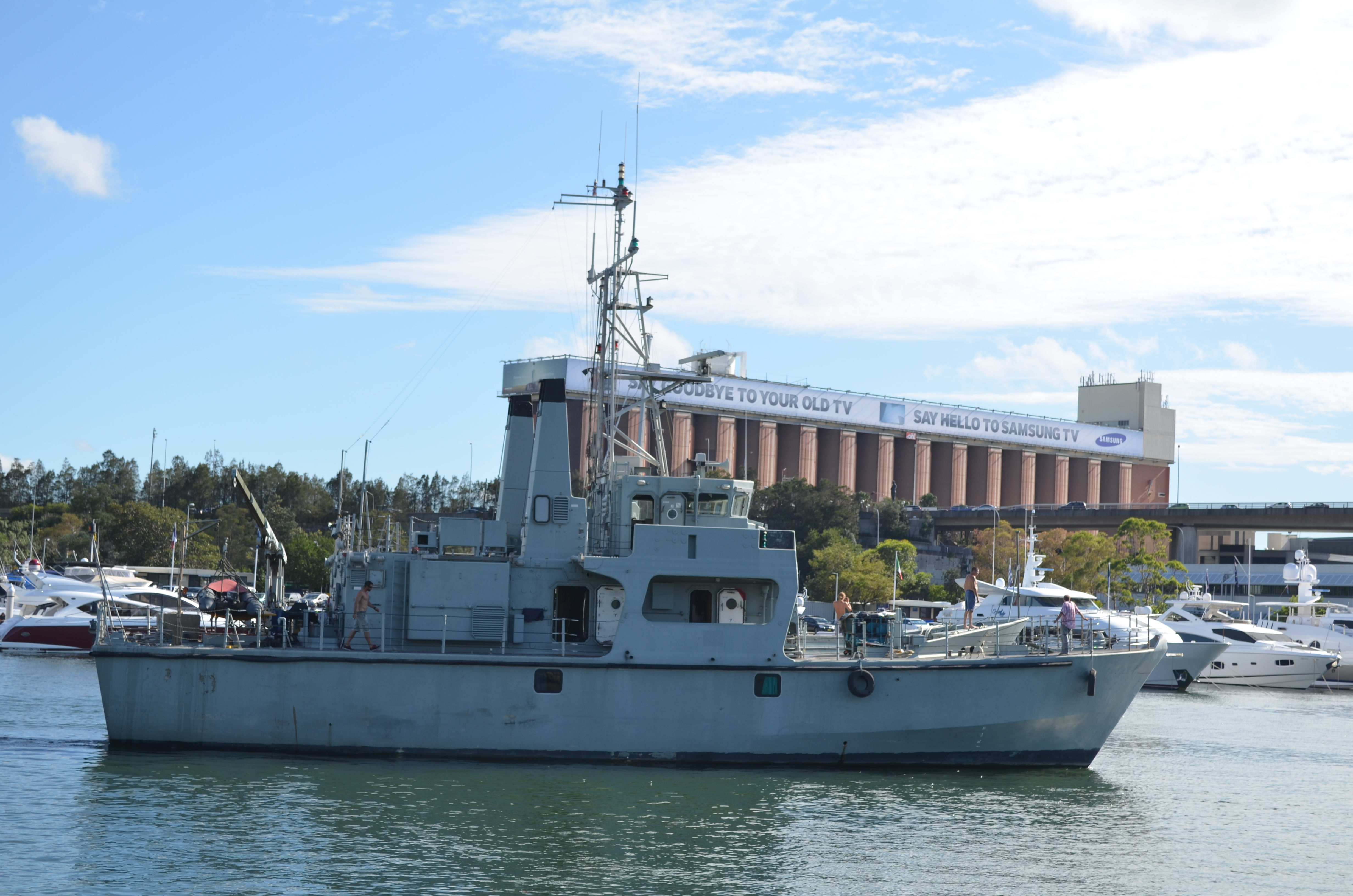
شکارچی مین سابق نیروی دریایی سلطنتی استرالیا شولواتر در خلیج روزل.

اچ‌ام‌ای‌اس شولواتر (ام ۸۱) (به انگلیسی: HMAS Shoalwater (M 81)) یک کشتی بود که طول آن ۱۰۱٫۷ فوت (۳۱٫۰ متر) بود. این کشتی در سال ۱۹۸۷ ساخته شد.